# Podraz
Podraz (anglicky The Sting) je americký komediálně-kriminální film z roku 1973, který se odehrává v září 1936 a líčí příběh dvou profesionálních podvodníků (Paul Newman a Robert Redford), kteří chtějí okrást mafiánského bosse (Robert Shaw). Film režíroval George Roy Hill, který již předtím obsadil Newmana a Redforda ve filmu Butch Cassidy a Sundance Kid.
Scénář Davida S. Warda je inspirován skutečnými událostmi, které popsal David Maurer v knize The Big Con: The Story of the Confidence Man.
Film je rozdělen na několik částí a je známý pro hudbu, která se v něm vyskytuje (soundtrack), zvláště pak ústřední melodii „The Entertainer“ od Scotta Joplina, kterou pro film upravil Marvin Hamlisch.

## Příběh
Poznámka: Film je rozdělen na sedm kapitol, které jsou oddělené krátkým zobrazením názvu kapitoly za doprovodu hudby.
Hráči (0. minuta)
Malému podvodníkovi Johnnymu Hookerovi (Robert Redford) z Joliet (Illinois) s komplici Lutherem Colemanem (Robert Earl Jones) a Joem Eriem (Jack Kehoe) se podaří ukrást 11 000 dolarů nicnetušící oběti. Luther poté ohlásí, že dál už krást nebude, a doporučí Hookerovi v Chicagu vyhledat jeho starého přítele Henryho Gondorffa, který ho může naučit umění velkého podvodu.
Ovšem muž, kterého okradli, se chystal peníze předat svému šéfovi, mafiánskému bossovi Doylu Lonneganovi (Robert Shaw). Na cestě domů Hookera napadne zkorumpovaný policejní poručík William Snyder (Charles Durning) a chce po něm podíl z loupeže. Hooker mu dá falešné peníze. Lonneganovi muži zabijí Luthera a Hooker se vydá do Chicaga.
Příprava/Předehra (24. minuta)
Gondorff (Paul Newman), který se schovává před FBI, zpočátku nechce riskovat nebezpečí, ale později souhlasí a začne plánovat, jak podvést Lonnegana. Sežene si k tomu spoustu pomocníků-podvodníků.
Návnada/Léčka (40. minuta)
Gondorff zařídí, aby ve vlaku Lonneganovi ukradli peněženku, a jako chicagský bookmaker Shaw si jeho penězi zaplatí vstup do Lonneganovy soukromé hry pokeru. V ní podvádí a vyhraje nad Lonneganem 15 000 dolarů. Hooker vystupuje jako Shawův zaměstnanec Kelly a je poslán pro peníze (které Lonnegan neměl, protože přišel o peněženku).
Pohádka/Zápletka (67. minuta)
Údajný Kelly předstírá, že chce převzít místo po svém šéfovi Shawovi, a přesvědčí Lonnegana, že má parťáka Lese Harmona ve Western Union, který mu může pomoci získat velké peníze v Shawově sázkové kanceláři díky sázení na již skončené dostihy. Harmon je ve skutečnosti jeden z hlavních podvodníků jménem Kid Twist (Harold Gould). On a další podvodník J. J. Singleton si na chvíli „vypůjčí“ skutečnou kancelář Western Union, aby napálili Lonnegana.
Telegraf/Spojení (83. minuta)
Během této doby se Johnny musí stále vyhýbat Snyderovi, který ho sleduje do Chicaga. Snydera si zavolá agent FBI Polk a nařídí mu, aby jim pomohl zatknout Gondorffa tím způsobem, že přivede Hookera, kterého pak oni donutí Gondorffa zradit.
Past/Spadla klec (93. minuta)
V této kapitole se podvodníkům podaří znemožnit Lonneganovi vsadit tak vysokou částku na koně, že by mu výhru nedokázali vyplatit – zdrží ho ve frontě u sázkového okénka na tak dlouho, dokud dostih nezačne. Kůň, na kterého si chtěl vsadit, vyhraje, a tak se Lonnegan „přesvědčí“ o úspěšnosti metody.
Mezi tím Hooker začne mít poměr s místní servírkou Lorettou. Lonnegan není spokojen s prací muže, kterého najal na hledání Hookera, a tak si najme profesionálního vraha jménem Salino. (Předtím Hookera nepotkal, takže neví, že Hooker a Kelly jsou stejná osoba.)
Podraz (112. minuta)
Poté, co Hooker stráví s Lorettou noc, se vzbudí sám. Odchází ulicí a uvidí Lorettu, jak jde naproti němu. Vtom se za ním objeví muž s černými rukavicemi a zamíří pistolí v jeho směru. Kulka proletí okolo Hookera, zasáhne Lorettu do čela a usmrtí ji. Ukáže se, že jméno najatého vraha bylo Loretta Salino. Muže s rukavicemi najal Gondorff, aby Hookera chránil.
Lonnegan přinese půl milionu dolarů, aby si vsadil na umístění koně Luckyho Dana na prvním místě, protože takové instrukce dostal od Harmona. Když dostih začne a Lonnegan si ověřuje sázku osobně u Harmona, ten se zděsí a řekne mu, že si měl vsadit pouze na umístění koně, protože doběhne jako druhý. Lonnegan zpanikaří, ale sázku už nemůže stornovat. Do podniku vnikne FBI a Snyder a nařídí všem, aby zůstali stát na místě. Polk si stoupne před Gondorffa a řekne Hookerovi, že může jít. Zrazený Gondorff střelí Hookera do zad, Polk zastřelí Gondorffa a nařídí Snyderovi, aby okamžitě odvedl Lonnegana, protože se chce vyhnout větším komplikacím. Když jsou Lonnegan a Snyder pryč, Hooker a Gondorff vstanou a všichni se rozesmějí. Gondorff řekne Polkovi: „Prima podraz, Hickey.“ Hooker a Gondorff pak odejdou, zatímco ostatní vyklízejí místnost, než se Snyder nebo Lonnegan a jeho muži vrátí pro peníze.

## Obsazení
- Paul Newman jako Henry Gondorff alias „Shaw“
- Robert Redford jako Johnny Hooker alias „Kelly“
- Robert Shaw jako Doyle Lonnegan
- Charles Durning jako poručík William Snyder
- Ray Walston jako J. J. Singleton
- Eileen Brennanová jako Billie
- Harold Gould jako Kid Twist alias „Les Harmon“
- John Heffernan jako Eddie Niles
- Dana Elcar jako Hickey alias „speciální agent FBI Polk“
- James Sloyan jako Mottola
- Larry D. Mann jako pan Clemens
- Sally Kirkland jako Crystal, Hookerova šlapka
- Jack Kehoe jako Joe Erie
- Robert Earl Jones jako Luther Coleman
- Dimitra Arliss jako Loretta Salino
- Joe Tornatore jako muž v černých rukavicích
- Charles Dierkop jako Floyd, Lonneganův bodyguard
- Lee Paul jako Lonneganův bodyguard
- Leonard Barr jako Leonard (komik)
- Jack Collins jako Duke Boudreau

## Ocenění

### Výhry
Film získal sedm Oscarů a tři nominace. Producentka Julia Phillips se stala první ženou, která získala Oscara za nejlepší film.
- Oscar za nejlepší film
- Oscar za nejlepší režii – (George Roy Hill)
- Oscar za nejlepší původní scénář – (David S. Ward)
- Oscar za nejlepší výpravu a dekoraci – (Henry Bumstead a James W. Payne)
- Oscar za nejlepší kostýmy – (Edith Head)
- Oscar za nejlepší střih – (William H. Reynolds)
- Oscar za nejlepší hudbu – (Marvin Hamlisch)

### Nominace
- Oscar za nejlepší mužský herecký výkon v hlavní roli – (Robert Redford)
- Oscar za nejlepší kameru – (Robert Surtees)
- Oscar za nejlepší zvuk – (Ronald Pierce & Robert R. Bertrand)
- Zlatý glóbus za nejlepší scénář – (David S. Ward)

## Hudba
Většina písní ze soundtracku jsou ragtimy skladatele Scotta Joplina, mezi nimi i píseň The Entertainer, kterou film proslavil. Hudbu pro film upravil Marvin Hamlisch, který za dílo získal Oscara.

## Pokračování
V roce 1983 vyšlo méně úspěšné pokračování s jiným hereckým obsazením, Podraz 2. Ve stejném roce byl plánován i prequel, ale po neúspěchu druhého dílu z projektu sešlo.